# 大陆军

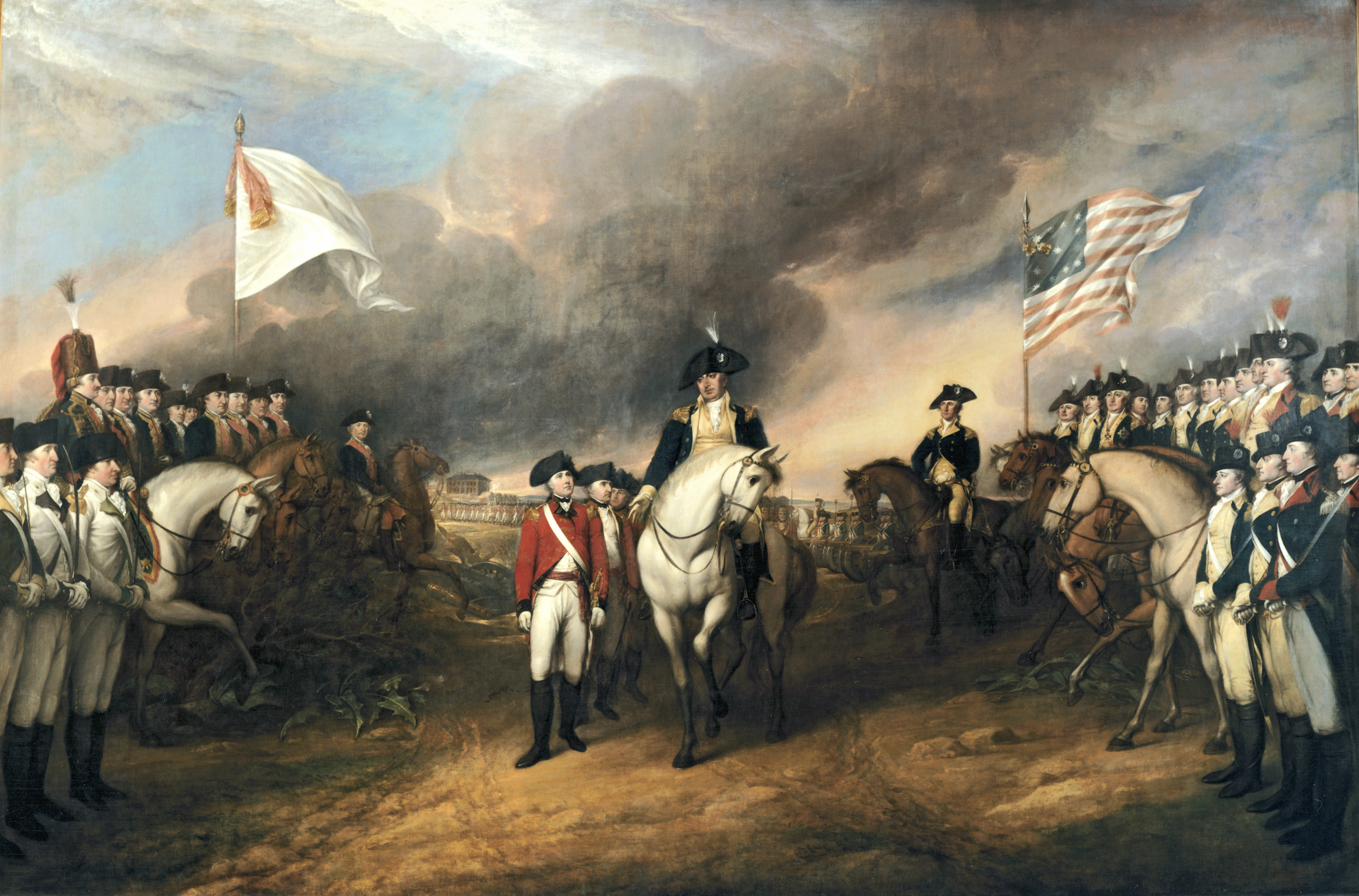
1781年，英軍指揮官康瓦利斯勳爵向大陸軍投降

大陆军（英語：Continental Army）是美国独立战争中的英属北美殖民地军事力量，于1775年6月14日根据第二次大陆议会的决议建立，使美國獨立運動有了革命武力對抗英國軍隊。在整个战争期间，乔治·华盛顿擔任大陸軍总司令。
美国独立战争结束后，根据《巴黎和约》，大陆军大部分军队解散，仍然保留的一部分军队成为后来的美国陆军。